# Granjas de San Francisco
Granjas de San Francisco är en ort i Mexiko.   Den ligger i kommunen Cerro de San Pedro och delstaten San Luis Potosí, i den centrala delen av landet, 400 km nordväst om huvudstaden Mexico City. Granjas de San Francisco ligger 1 843 meter över havet och antalet invånare är 109.
Terrängen runt Granjas de San Francisco är platt åt sydväst, men åt nordost är den kuperad. Runt Granjas de San Francisco är det tätbefolkat, med 550 invånare per kvadratkilometer. Närmaste större samhälle är San Luis Potosí, 11,0 km väster om Granjas de San Francisco. Trakten runt Granjas de San Francisco består till största delen av jordbruksmark.